# Republika Zagłębiowska
Republika Zagłębiowska – określenie miejsca wydarzeń rewolucyjnych z 1905 r. w Sosnowcu i przyległych miejscowościach, w czasie których na okres 10 dni władza przejęta została przez Komitet Obywatelski utworzony przez PPS i SDKPiL. Na wieść o manifeście cara Mikołaja II z 30 października 1905 r., zapowiadającym likwidację samodzierżawia i ustanowienie w Rosji monarchii konstytucyjnej, już 31 października 1905 r. w Sosnowcu stanęły wszystkie fabryki i kopalnie. Pochód, składający się z kilku tysięcy robotników, ruszył w kierunku Będzina z zamiarem uwolnienia z tamtejszego więzienia więźniów politycznych. Jednak pod Środulą na pochód uderzyli kozacy, którzy szablami i nahajkami zakończonymi ołowianymi kulkami rozpędzili demonstrację. Mimo tego wieczorem w teatrze w Sosnowcu odbył się wiec, na którym podarto manifest carski i ogłoszono strajk powszechny. W tym samym czasie działacze PPS z Sosnowca opanowali drukarnię Jarmułowicza i rozpoczęli odbijanie ulotek i nielegalnego dotychczas "Górnika". 1 listopada przywódcy strajku powszechnego zwrócili się do naczelnika powiatu będzińskiego Mirbacha z żądaniem oficjalnego przekazania władzy. Władza nie została co prawda oficjalnie przekazana, jednak naczelnik Mirbach zgodził się na usunięcie posterunków policyjnych i powstrzymanie kozaków od napadów na demonstrantów. W ten sposób władza na terenie miast i osiedli Zagłębia Dąbrowskiego de facto przeszła w ręce rewolucjonistów. Wybrano Komitet Obywatelski, w skład którego weszli przedstawiciele PPS i SDKPiL. Sosnowiec podzielono na obwody i wyznaczono tzw. obwodowych, którzy przy pomocy powołanej milicji robotniczej mieli czuwać nad porządkiem i ładem w mieście. Rozpoczęto też proces wyłaniania instytucji samorządowych i powoływania sądów obywatelskich. Utworzenie zalążków polskich organów samorządowych i administracyjnych oraz ich działalność nazwano wówczas "Republiką Zagłębiowską". Po 10 dniach jej działalności władze carskie zaczęły powoli opanowywać sytuację. 13 listopada 1905 r. rozpoczęły się pierwsze aresztowania. Na ulice wyszło wojsko i patrole policyjne. Masowe wywózki na Syberię skutecznie ostudziły niepodległościowe i społeczne marzenia społeczeństwa Zagłębia Dąbrowskiego.